# بيل 47
بيل 47 (بالإنجليزية: Bell 47)‏ هي مروحية خفيفة ذات شفرتين ومحرك منفرد، قامت بتصنيعها شركة بيل للمروحيات النسخة الثالثة من النموذج 30, صممها آرثر أم يونق (Arthur M. Young), وهي أول طراز يتم إجازته للاستخدام المدني وذلك في تاريخ 8 مايو 1946م.
تم صناعة أكثر من 5600 من هذه المروحية من قبل شركة بيل للمروحيات وكذلك من قبل الشركات التي مُنحت حق تصنيعها مثل شركة أغستا الإيطالية وشركة كاواساكي للصناعات الثقيلة ومقرها اليابان، وكذلك شركة ويستلاند لصانعة الطائرات في المملكة المتحدة.

## التصميم والتطوير

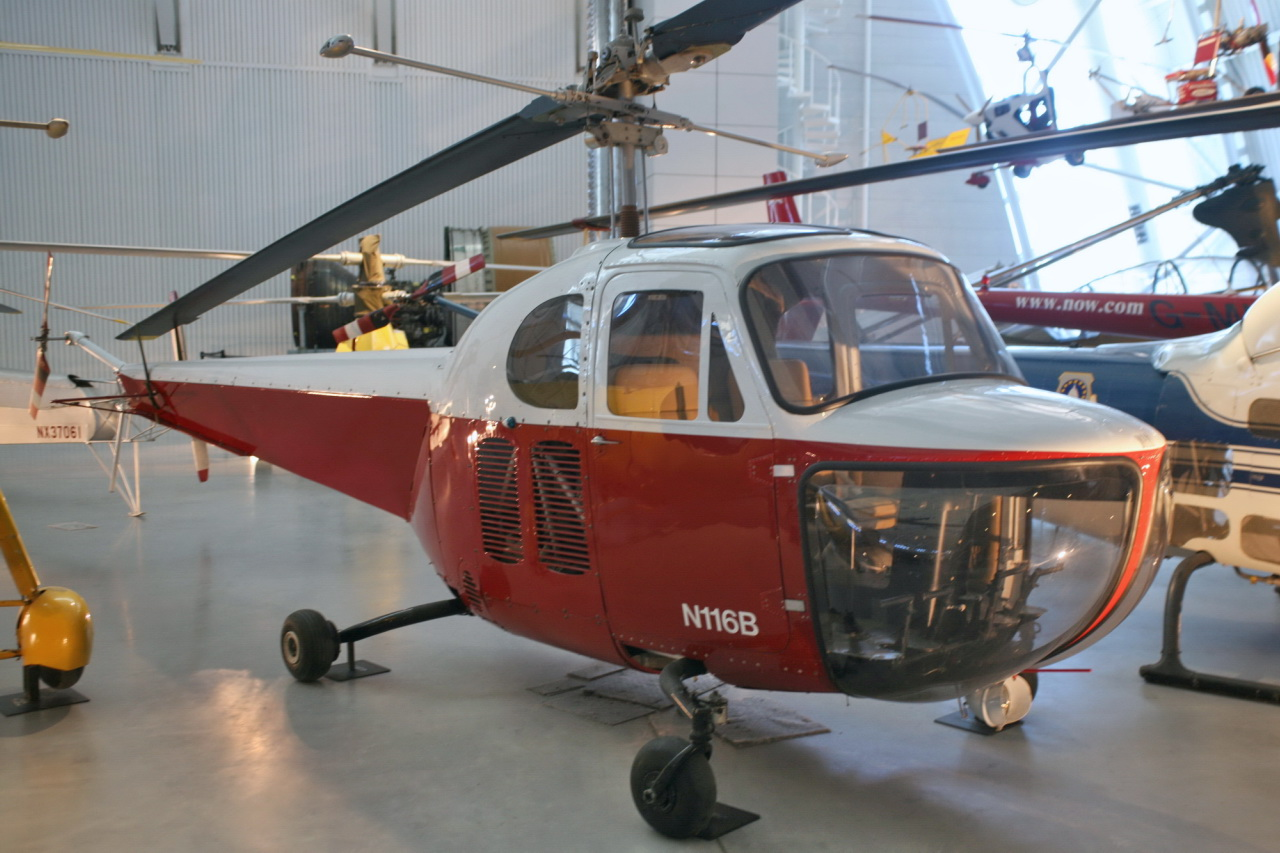
عرض بيل 47 N116B في مركز ستيفن إف أودفار-هازي

تنوعت أولى طرازات مرحية بيل 47 من حيث المظهر الخارجي، من قمرة قيادة مفتوحة أو مغلقة بصفائح معدنية، وهيكل مكشوف أو مغطى بالنسيج.
أكثر الطرازت شهرة هو طراز 47جي، أدخل الخدمة في عام 1953,والذي يتميز بقمرة القيادة التي تبدو مثل فقاعة الصابون، والذيل المكشوف المصنوع من الأنابيب المعدنية وخزان الوقود ويبدو كالسرج في أعلها، وكذلك أرجلها التي على هيئة زلاجات.
طراز استحدث لاحقا وهو الطراز 47 أتش بثلاث مقاعد، والذي يحتوى على قمرة قيادة مغلقة من المعدن، مع ذيل مدعوم ومغطى بطبقة مشدودة(Monocoque).
هذا الطراز يعتبر أكثر فخامة من الطراز 47جي لكن لم ينتج منه الكثير.
محركها محرك مكبس من طراز فرانكلين أو لنكومن، عمودي الأنتصاب بقدرة 200 إلى 305 حصان (150 إلى 250 كيلو وات), مع مقعدين إلى اربع مقاعد بحسب الطراز.

## تاريخ الاستخدام
استخدمها الجيش الأمريكي في أواخر عام 1946, بطرازات محددة على مدى ثلاثة عقود، مثل الطراز إتش-13 سيوكس والتي استخدمت في الحرب الكورية,
تعتبر الخيار الأمثل للمدربين في العديد من البلدان في التدريب على قيادة المروحيات.
استخدمت وكالة ناسا عدد منها لتدريب رواد الفضاء على محاكاة استخدام مركبة الهبوط على القمر في برنامج آبولوا 17.

### ارقام قياسية
- 13 مايو 1949م ,حققت مروحية بيل 47, رقم قياسي، حيث بلغت ارتفاع 5650م (18550 قدم).
- 21 سبتمبر 1950 ,أول مروحية تحلق فوق جبال الألب.
- 17 سبتمبر 1952, حقق الطيار ألتون جي سمث بمروحيته بيل 47, رقماً قياسياً في المسافات، حيث قطع مسافة 1959 كم(1217 ميل), دون توقف من مدينة هورست في ولاية تكساس إلى مدينة بافلوا في ولايت نيويورك.

## طرازات

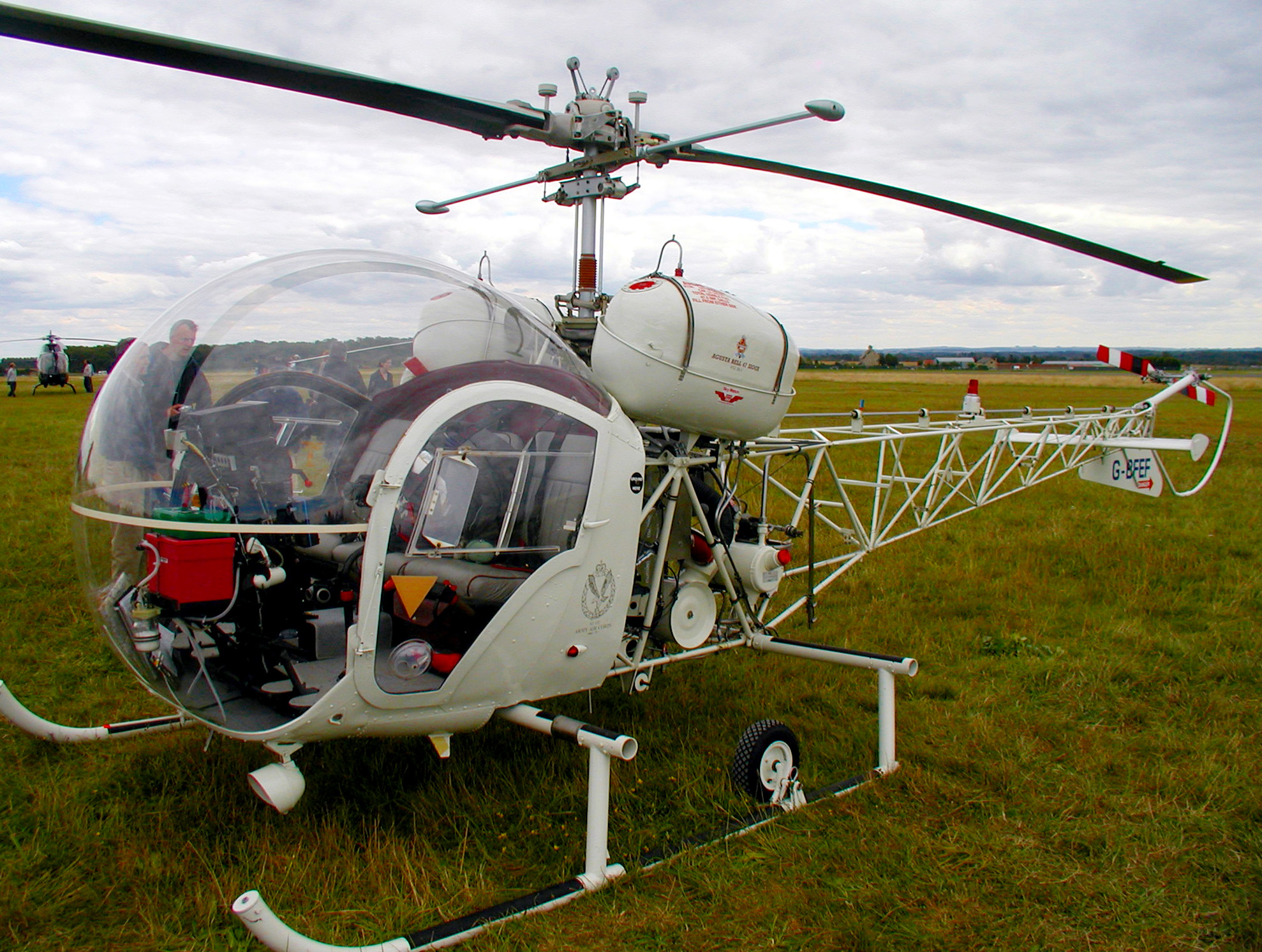
أغستا طراز بيل 47جي، صنعت عام 1964,إيطاليا

### في المجال المدني
- Bell 47

نسخة ما قبل الإنتاج مزودة بمحرك طراز فرانكلين(178 حصان)
- Bell 47A

نسخة مطورة من Bell 47 مزودة بمحرك فرانكلين (157 حصان)
- Bell 47B

مكافئة للنسخة العسكرية YR-13/HTL-1, مزودة بمحرك فرانكلين O-335-1.
- Bell 47B-3

نسخة للاستخدامات الزراعية، مع قمرة قيادة مفتوحة، كما ان خدمة البريد الأمريكية منحت نسخة خاصة بها، سميت "Airmailer".
- Bell 47C
- Bell 47D

ظهرة أولا بتصميم قمرة قيادة مصبوب على شكل قبة، مثل وعاء السمكة الذهبية.
- Bell 47D-1

ادخلت في الخدمة عام 1949, ذات ذيل مكشوف من الانابيب المعدنية، تحتوي على 3 مقاعد.
- Bell 47E

مزودة بمحرك فرانكملين 6V4-200-C32 بقوة (200 حصان),(149 ك/وات).
- Bell 47F
- GBell 47G
- Bell 47G-2
- Bell 47G-2A
- Bell 47G-2A-1
- Bell 47G-3
- Bell 47G-3B
- Bell 47G-4
- Bell 47G-5
- Bell 47H-1
- Bell 47J Ranger

### تحت الترخيص
- Agusta A.115
- Meridionali/Agusta EMA 124
- Kawasaki KH-4

## مواصفات المروحية
الخصائص العامة
- الطاقم : طيار واحد أو طيارين
- قدرة الحمل : راكب واحد أو لترين
- الطول : 9.63 م
- قطر المروحة الراسية : 11.32م
- الارتفاع : 2.83 م
- الوزن فارغة : 858كلغ
- أقصى وزن الإقلاع : 1340كلغ

الأداء
- السرعة القصوى : 169 كلم / ساعة (105 ميلا في الساعة)
- المدى : 395 كلم (245 ميل)